# Jacqueline Díaz
Jacqueline del Carmen Díaz Caro (* 15. Juni 1964 in Rancagua) ist eine chilenische Tischtennisspielerin. Sie nahm am Einzelwettbewerb der Olympischen Spiele 1988 in Seoul teil. Nach einem Sieg und vier Niederlagen landete sie im Einzel auf Platz 33. Im Jahre 1996 erreichte sie bei den Lateinamerikanischen Meisterschaften das Endspiel im Doppel mit Sofija Tepes und mit der Mannschaft.

## Spielergebnisse
- Olympische Spiele 1988 Einzel[2]
  - Siege: Iyabo Akanmu (Nigeria)
  - Niederlagen: Olga Nemes (Bundesrepublik Deutschland), Mirjam Kloppenburg (Niederlande), Csilla Bátorfi (Ungarn), Hong Cha-ok (Südkorea)

## Turnierergebnisse
| Veranstaltung               | Jahr | Ort             | Einzel         | Doppel    | Mixed     | Team |
| --------------------------- | ---- | --------------- | -------------- | --------- | --------- | ---- |
| Latin American Championship | 1989 | Las Tunas       | SF             |           | SF        |      |
| Latin American Championship | 1994 | Sancti Spiritus | 8              |           |           |      |
| Latin American Championship | 1996 | Mexiko-Stadt    |                | Runn-up   |           | 2    |
| Olympic Games               | 1988 | Seoul           | Lost 1st stage | dnp       |           |      |
| PAN-American Games          | 1991 | Havana          | SF             |           |           |      |
| PAN-American Games          | 1995 | Mar del Plata   |                | Runn-up   |           |      |
| World Championship          | 1995 | Tianjin         | Scratched      | Scratched | Rd of 128 |      |